# Deutsch-Griechische Versammlung

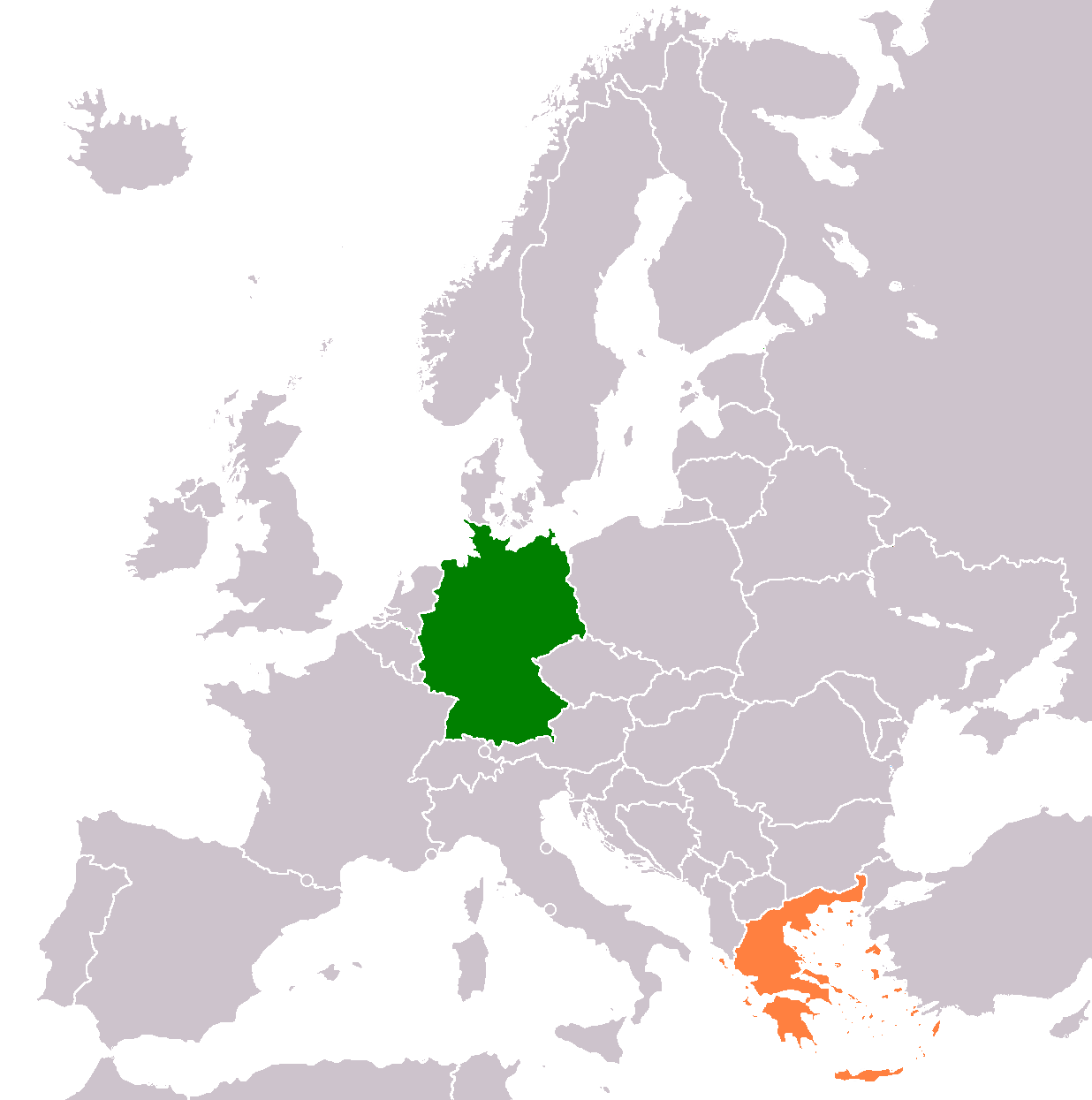
Deutsch-Griechische Versammlung

Die Deutsch-Griechische Versammlung (DGV) ist ein Netzwerk griechischer und deutscher Kommunen, Regionen, Zivilgesellschaft und der Wirtschaft. Die DGV ist eine bilaterale Initiative ohne Rechtspersönlichkeit und arbeitet überparteilich. Ziel ist, die deutsch-griechischen Beziehungen auf kommunaler und regionaler Ebene zu vertiefen und den europäischen Gemeinschaftsgedanken zu stärken. Die DGV basiert auf einer Vereinbarung zwischen der Bundeskanzlerin Angela Merkel und dem früheren griechischen Ministerpräsidenten Giorgos A. Papandreou vom 5. März 2010.
Auf deutscher Seite wurde im November 2011 der Parlamentarische Staatssekretär beim Bundesminister für wirtschaftliche Zusammenarbeit und Entwicklung (BMZ), Hans-Joachim Fuchtel, MdB, zum ersten Beauftragten für die DGV ernannt. Im April 2018 übernahm der Parlamentarische Staatssekretär beim Bundesminister für wirtschaftliche Zusammenarbeit und Entwicklung (BMZ), Norbert Barthle MdB, das Amt des persönlichen Beauftragten der Bundeskanzlerin für die DGV. Seit Januar 2023 fungiert der Parlamentarische Staatssekretär bei der Bundesministerin für Wohnen, Stadtentwicklung und Bauwesen, Sören Bartol MdB, als Beauftragter für die Deutsch-Griechische Versammlung.
Der Ansatz der Deutsch-Griechischen Versammlung ist europaweit einzigartig. Er basiert auf der Idee, Menschen durch für beide Länder bedeutsame Fragen und Themen des Lebens in einer Gemeinde zu verbinden.
Griechische und deutsche Vertreter aus Kommunen und Regionen, Zivilgesellschaft, Verbände, Wissenschaft und Wirtschaft diskutieren und entwickeln seit 2011 Modelle, um eine nachhaltige Entwicklung auf Kommunalebene in beiden Ländern zu fördern. Durch kontinuierlichen Dialog und gemeinsame Projekte werden neue Felder einer festen Zusammenarbeit eröffnet.
Wege für die Zusammenarbeit sind Fachkonferenzen, Workshops und Experteneinsätze zu allen Themen rund um das kommunale Leben. Mittlerweile bestehen mehr als 60 Partnerschaften in verschiedenen Bereichen des gesellschaftlichen und wirtschaftlichen Lebens.
Die Arbeit der DGV wurde 2016 mit dem Carl-Goerdeler-Preis in Leipzig als bester kommunaler Ansatz im europäischen Spektrum ausgezeichnet. Insgesamt hat sich die DGV zu einem festen Bestandteil der bilateralen Beziehung mit Griechenland entwickelt. Die Herausforderungen einer interkulturellen Kommunikation liegen auf der Hand: Sprachliche Barrieren, finanzielle Hürden und ein unterschiedliches Verständnis von Verwaltungsstrukturen. Die Arbeit der DGV hat jedoch gezeigt, dass dieser Ansatz neue Maßstäbe setzen kann.

## Institutionelle Anbindung und Gremien
Institutionell arbeitet die DGV in Deutschland mit den kommunalen Spitzenverbänden zusammen, in Griechenland mit Zentralverband der griechischen Städte und Gemeinden (KEDE) und dem Rat der Gouverneure (ENPE).
Die DGV hat in Berlin eine Stabsstelle sowie in Athen und Thessaloniki je ein DGV-Büro.
Ein wichtiges Instrument sind die Jahreskonferenzen. Sie finden abwechselnd in Deutschland und Griechenland statt. Die Konferenzen sind die Plattform für den gegenseitigen Erfahrungsaustausch. Hierdurch werden Verbindungen verknüpft und das DGV-Netzwerk gestärkt. Bei diesen Konferenzen sind die Kammern, Berufsverbände, Hochschulen, Forschungsinstitute, politische Stiftungen und ehrenamtliche Organisationen der Zivilgesellschaft eingebunden. Ergebnis der Jahreskonferenz ist eine gemeinsame Erklärung, welche die Arbeitsschwerpunkte des jeweils nächsten Jahres festlegt.

## Der Matching-Prozess
Damit sich in Griechenland und Deutschland die richtigen Partner finden, wird ein sogenannter „Matching-Prozess“ vorgeschaltet. Bei diesem Verfahren erfassen die DGV-Büros das Profil der jeweiligen Gemeinde, ihre Bedarfe bzw. die gewünschten Kooperationsfelder und Zielsetzungen, um dann im jeweils anderen Land den passenden Partner zu finden. Die Mitarbeiter der DGV beantworten die Anfragen und beraten, werten die Profilbögen aus und koordinieren und unterstützen diesen Prozess, bis die Zusammenarbeit konkretisiert wird.
Der Matching-Prozess kann aus zwei Richtungen angestoßen werden: Eine griechische Kommune wendet sich an eines der DGV-Büros in Thessaloniki oder Athen, oder eine deutsche Kommune wendet sich an die Koordinatoren oder an die Stabsstelle der DGV in Berlin. Die interessierten Kommunen geben die Informationen zu ihrem Profil und ihren Vorstellungen zur Kooperation in einen „Profilbogen“ ein. Ist der Partner gefunden, arrangieren die Koordinatoren auf Kommunalebene die Kontaktaufnahme. Stimmen auf beiden Seiten die Eckdaten, findet ein erster Besuch und Gegenbesuch statt und mögliche Aktivitäten und Projekte werden diskutiert. Gute Möglichkeit zur Kontaktaufnahme bietet auch die „Partnerschaftsbörse“ der DGV-Jahreskonferenz.

## Ausgezeichnete Beispiele
Während der 8. Jahreskonferenz der DGV in Hersonissos auf Kreta wurden folgende Projekte ausgezeichnet:
- Stofftüten anstatt Plastiktüten Insel Thassos und Landkreis Reutlingen In der jahrelangen Zusammenarbeit zwischen der Insel Thassos und dem Landkreis Reutlingen spielt das Thema Abfall und insbesondere die Vermeidung eine zentrale Rolle. Im Frühjahr 2018 startete ein konkreter Schüleraustausch zu diesem Thema. Die Schüler entwarfen im Kunstunterricht ein gemeinsames Logo. Insgesamt wurden 1000 Stofftüten mit zweisprachigen Appellen bedruckt[5]. Das Projekt wurde vom Abfallzweckverband Reutlingen/Tübingen, dem Landkreis Reutlingen sowie der Herstellerfirma gesponsert. In Thassos fand eine Veranstaltung statt, organisiert vom Lyzeum und der Gemeinde, um den Menschen und Betrieben das Thema zu vermitteln. Die Stofftüten wurden von den Schülern an Einzelhändler, Kunden und Eltern verteilt.
- Griechische und Deutsche Jugendliche musizieren gemeinsam[11] Region Nordägäis und Landkreis Mecklenburgische Seenplatte Das Projekt wurde mit Hilfe des Sonderprogramms des BMFSFJ für den deutsch-griechischen Jugendaustausch durchgeführt. Im April 2018 konnte das erste gemeinsame Konzert in Demmin realisiert werden. Von deutscher Seite waren es 80 und von griechischer 74 Teilnehmer. Insgesamt 400 Gäste besuchten das Konzert. Im September 2018 fanden der Gegenbesuch und das zweite gemeinsame Konzert in Mytilini statt. Dort gab es sowohl von deutscher als auch von griechischer Seite jeweils 80 Teilnehmer. Ausgewählt wurden griechische Lieder, die ins Deutsche übersetzt wurden, sodass sie von allen Schülern gesungen werden konnten.
- Schweißerlehrgang mit Abschlussprüfung (Zertifizierung) IHK Heraklion und das Institut für berufliche Ausbildung KEK und SLV Bildungszentren Rhein-Ruhr und Gesellschaft für Schweißtechnik International GSI mbH[12] Im Jahre 2017 wurde der erste Lehrgang in der Werkstatt des technischen Instituts Heraklion durchgeführt. Aufgrund der hohen Nachfrage beschloss die Kammer daraufhin, eine eigene Schweißerfachwerkstatt zu errichten. Bis Mitte 2018 liefen insgesamt 3 Lehrgänge. Alle Abgänger konnten im Anschluss daran Arbeit finden.
- Austausch von Verwaltungspersonal Region Peloponnes und Landkreis Schwäbisch Hall. Von Februar bis März 2018 absolvierte eine Angestellte des Europabüros der Region Peloponnes ein Praktikum beim Landratsamt Schwäbisch Hall. Ihr Aufenthalt wurde mithilfe des Walter-Hallstein-Programms im Baden-Württemberg-Stipendium finanziert. Die Baden-Württemberg-Stiftung fördert hier den europaweiten Austausch von Verwaltungsfachpersonal. Die Praktikantin hatte die Gelegenheit, im Goethe-Institut in Schwäbisch Hall ihre Deutschkenntnisse auszubauen und parallel dazu Einblicke in die Verwaltungspraxis des Landratsamtes zu erhalten. Das Förderprojekt trägt den Namen „Festigung der freundschaftlichen Beziehungen[5]“. Im Rahmen dieses Projekts fand im März 2018 im Landratsamt Schwäbisch Hall eine erste gemeinsame Veranstaltung mit dem Thema „Wahlen in Europa – gehen uns alle an“ statt. Die zweite Gegenveranstaltung in Tripolis, Peloponnes fand im Oktober 2018 statt.
- Mathematikolympiade für Jugendliche[13] Insel Samos und Stadt Greifswald Im März 2018 reisten neun Jugendliche aus Greifswald nach Samos, um dort mit einer griechischen Jugendgruppe bei einem Mathematikwettbewerb anzutreten. Die Aufgaben wurden im Vorfeld von Experten beider Seiten zusammengestellt und in die jeweils andere Sprache übersetzt. Mitte September 2018 besuchten die griechischen Schüler ihre deutschen Kollegen. Beherbergt wurden die Schüler jeweils in Gastfamilien.